# Har Matat
Har Matat (hebrejsky: הר מתת) je hora o nadmořské výšce 840 metrů v severním Izraeli, v Horní Galileji.
Má podobu nevýrazné vyvýšeniny, která vystupuje z okolní kopcovité krajiny. Přímo na vrcholku hory vznikla koncem 70. let 20. století vesnice Matat. Její název je přitom podle gematrie odvozen od číselné hodnoty hebrejských písmen מתת – mtt. Ze severního úbočí stéká k západu vádí Nachal Matat. Na východní straně s kopcem sousedí hora Har Adir (1006 m n. m.).